# Ol Parker
Oliver Parker (Londres, 2 de junho de 1969) é um diretor, produtor e roteirista britânico. Escreveu e dirigiu o filme musical Mamma Mia! Here We Go Again, de 2018.

## Início de vida
Parker nasceu em Londres, Inglaterra, e foi criado na vila de Radwinter, perto da cidade mercantil de Saffron Walden, em Essex.

## Educação
Parker estudou na Dame Bradbury's School, uma escola independente em Saffron Waden em Essex, e no Clare College da Universidade de Cambridge, onde estudou inglês.

## Carreira
Filmes que Parker dirigiu incluem Imagine Me & You (2005) e Now Is Good (2012). Escreveu o roteiro de Imagine Me & You, The Best Exotic Marigold Hotel (2011), The Second Best Exotic Marigold Hotel (2015) e A Boy Called Christmas (2021). Parker também escreveu e dirigiu a Mamma Mia! Lá Vamos Nós de Novo (2018) e Ticket to Paradise, previsto para ser lançado em outubro de 2022.

## Vida pessoal
Casou com a atriz Thandiwe Newton em 1998. Têm três filhos: Ripley, Booker Jombe e Nico Parker.

## Filmografia
| Ano  | Título                                | Função              | Notas |
| ---- | ------------------------------------- | ------------------- | ----- |
| 2000 | It Was an Accident                    | Roteirista          |       |
| 2005 | Imagine Me & You                      | Diretor, roteirista |       |
| 2011 | The Best Exotic Marigold Hotel        | Roteirista          |       |
| 2012 | Now Is Good                           | Diretor, roteirista |       |
| 2015 | The Second Best Exotic Marigold Hotel | Roteirista          |       |
| 2018 | Mamma Mia! Here We Go Again           | Diretor, roteirista |       |
| 2021 | A Boy Called Christmas                | Roteirista          |       |
| 2022 | Ticket to Paradise                    | Diretor, roteirista |       |